# Красно-над-Кисуцоу
Красно-над-Кисуцоу (словац. Krásno nad Kysucou) — город в северной Словакии, расположенный у подножья Оравской Магуры на реке Кисуца. Население — около 6,7 тыс. человек.

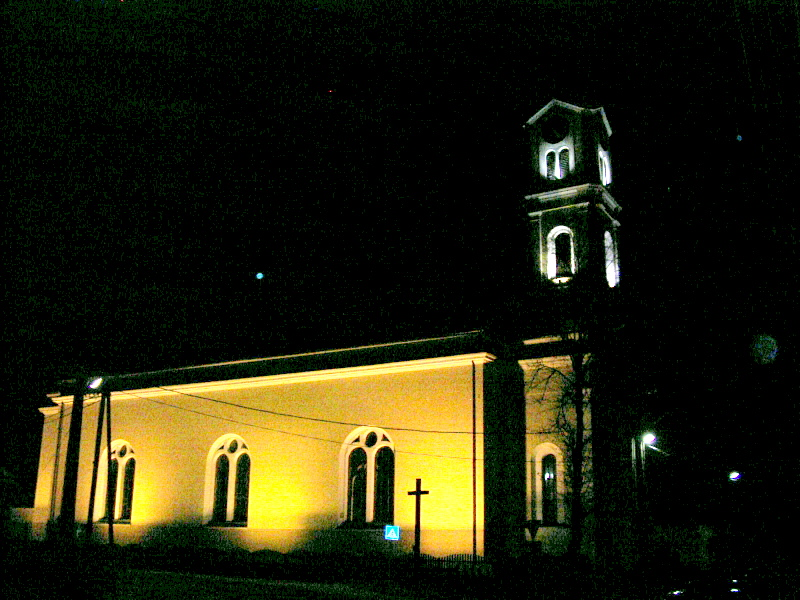

## История
Красно было впервые упомянуто в 1325 году. Население занималось сельским хозяйством и заготовками леса.

## Население
| Год:                | 1994 | 2004    | 2014    | 2024    |
| ------------------- | ---- | ------- | ------- | ------- |
| Количество человек: | 6863 | 7038    | 6831    | 6506    |
| Разница:            |      | +2,54 % | −2,94 % | −4,75 % |